# Etnica (grupo musical)
Etnica es un proyecto originalmente formado por Carlo Paterno , Max Lanfranconi , Begotti Maurizio y Andrea Rizzo . Se trata de una muy conocido proyecto Goa trance.

## 1993-1998
Max Lanfranconi, Begotti Maurizio, Paterno Carlo Rizzo y Andrea se reunió durante varios partidos en Italia a finales de la década de 1980. En total, comenzaron a componer música en los años 90 como The Band Etnica, pero antes de que Max ya había lanzado como dos coproductor individual en la década de mediados de los 80 en un tiempo marca italiana independiente Out. Max también fue famoso en Milán para la organización de la famosa Danza All Night partes, los primeros partidos oficiales en Italia para durar hasta que las luces de la mañana. Andrea tenía una sólida formación musical clásica que combina con las melodías de los sentidos Carlo y Maurizio de acuerdo en breve plazo a la producción de algunos de los más clásicos de las pistas de trance goa.
Su primer EP fue publicado en Brainstorm Records en 1994, y se tituló "El EP". Su primer álbum, "The Alchemists Juggeling Under The Light Negro", fue en 1995 en el sello alemán High Society . Esto ayudó a la banda a construir una sólida reputación en el Psychedelic Trance escena. Su segundo álbum, el clásico "Protein Alien", fue lanzado en 1996 en Blue Room Released.
La banda, junto a producir música como Etnica, tuvo la idea de crear un proyecto paralelo partidario, y después de algunas reflexiones de los Pleyadianos nombre fue forjado. Partiendo de un EP en el sello Simbiosis en 1995, se han producido con los miembros originales de la banda dos álbumes, "Identified Flying Object" (1997) y "Family of Light" (1999) en el que Carlo estaba involucrado parcialmente. Su primer álbum, IFO, fue fundada por Carlo en agosto '96 y concluyó luego con los otros miembros del grupo en septiembre de '96, pero fue liberado un año después en el sello Dragonfly.
Tenían otro proyecto paralelo, Crop Circles, que fue una colaboración con otra banda italiana, Lotus Omega y con ese proyecto lanzaron dos singles, Civilización completa Mental Jackpot luna y ambos lanzados en 1997 en Grabaciones Auracle y también finalizó un álbum en 1998, "Tetrahedron" que finalmente fue lanzado sólo en 2008 en registros DAT .

## 1998-presente
En 1998, la banda se trasladó sus estudios a Ibiza, donde el proyecto será llevado a cabo por Max y Maurizio solamente. Después de la redacción de su tercer álbum de larga duración lleno Ecuador (1999), Andrea dejó la banda también. Desde 1999, la banda ha cambiado su sonido para corresponder a los estándares modernos de producción, siguiendo las tendencias mundiales y tratando de lograr un sonido más maduro, con éxito después de demostrar que podían darse cuenta de algunas de las mejores pistas de trance goa nunca.
Su cuarto álbum, Nitrox (2001) es el resultado de esta evolución y ha funcionado muy bien en las pistas de baile en el momento de la liberación. El siguiente álbum, Chrome (2002) muestran un mayor desarrollo en la producción de sonido y claridad, y tuvo tanto éxito que lanzaron dos versiones, una para Europa y otra para Japón. Su sexto álbum de Sharp Etnica (2004) fue del agrado de los fanes de antaño, ya que también contó con el regreso de las melodías, como lo hicieron en los tiempos pasados, pero aún mostraba una producción transparente y profesional. En 2006, un séptimo álbum fue lanzado, el totemismo, con todos sus mejores éxitos remezclados por los productores psytrance más famosos del milenio. Éste fue aclamado por los fanes en todo el mundo.
El proyecto Pleyadianos fue relanzado en 2006 con el lanzamiento de un tercer asalto, un álbum llamado 7even Sister7, que entregó muchos de ciencia ficción pistas orientadas, publicado en Harmonia Records. .
Etnica siguen siendo muy activo en la escena y realiza semanalmente sesiones de DJ en vivo y en todo el mundo.

## Discografía

### EP
- The EP (Brainstorm 1994)
- The Italian EP (Spirit Zone Records 1995)
- Tribute (Blue Room Released 1995)
- Kumba Mela (Matsuri Productions 1995)
- Starship 101 (Blue Room Released 1996)
- Plastic (Blue Room Released 1997)
- Polar (Spirit Zone Records 1999)
- Andromeda (Spirit Zone Records 2000)
- Hell's Kitchen (MDMT Records 2000)
- B Sirius (Spirit Zone Records 2002)
- Tracktor Activity (Etnicanet Records 2002)
- 2012 EP (Neurobiotic Records 2012)

Pleiadians
- Pleiadians (Symbiosis Records 1995)
- Sonic System (Symbiosis Records 1996)
- Zeta Reticuli (Flying Rhino Records 1996)
- Accidental Occidentalism Sampler (Symbiosis Records 1996)
- Alcyone Picture EP (Dragonfly Records 1997)
- Headspin (Dragonfly Records 1998)
- Starseed EP (Etnicanet Records 2012)

Crop Circles
- Full Mental Jackpot (Auracle Recordings 1997)
- Lunar Civilization (Auracle Recordings 1997)